# Centro Wexner para las Artes
El Centro Wexner para las Artes es un museo y galería de arte administrado por la Universidad Estatal de Ohio. Fue diseñado por el arquitecto Peter Eisenman e inaugurado en noviembre de 1989 en honor al padre del empresario Leslie Wexner, quien fue uno de sus principales donantes. La actual directora Johanna Burton fue nombrada en noviembre de 2019 después de que la directora Sherri Geldin pusiera fin a su mandato de 25 años en la institución.